# Tine Debeljak
Tine (Valentin) Debeljak, slovenski literarni kritik, prevajalec, urednik in pesnik, * 27. april 1903, Škofja Loka, † 20. januar, 1989, Buenos Aires. Bil je vodilni slovenski povojni emigrantski kulturnik.

## Življenje
Rodil se je očetu Valentinu in materi Mariji (rojena Hafner). Po končani osnovni šoli v Škofji Loki je obiskoval Škofijsko klasično gimnazijo v Šentvidu pri Ljubljani. Študij je začel na ljubljanski univerzi, kjer je študiral slavistiko in primerjalno književnost. Po načrtih profesorja Ivana Prijatelja naj bi se njegova pot nadaljevala na univerzah v Varšavi in Pragi, vendar so mu bila po Prijateljevi smrti (1937) vrata tja za nekaj časa zaprta – prednost so imeli Kidričevi učenci. Diplomiral je leta 1927.
V tem obdobju je pisal predvsem pesmi. Večinoma  gre za ekspresionistično, socialno in katoliško obarvana dela, pri nekaterih pa je opaziti tudi eksistencialno tematiko. Pesniške zbirke, čeprav je o njej razmišljal, ni izdal, je pa svoja dela objavljal v revijah. 
V letih 1930–34  je bil profesor na gimnaziji v Nikšiću v Črni gori. Ves čas je budno spremljal kulturno-politično dogajanje in objavljal v slovenskih časopisih in revijah. Kasneje je prevzel mesto urednika pri tedaj največjem slovenskem katoliškem dnevniku Slovenec, kar mu je omogočilo stik s kulturniki različnih nazorov tako doma kot po svetu. Zanimali so ga vsi slovanski jeziki, kar je botrovalo temu, da se je odpravil na študij v Varšavo, kjer je postal lektor za slovenski jezik, kasneje pa je tam pripravil doktorsko disertacijo z naslovom Reymontovi Kmetje v luči svetovne kritike. Leta 1936 je doktoriral na Univerzi v Ljubljani.
Po koncu druge svetovne vojne se je umaknil na Koroško. Preko taborišč Vetrinj, Lienz in Riccione je prišel v Rim (1946), marca 1948 pa je emigriral v Argentino. V Buenos Airesu je najprej delal v farmacevtski tovarni, nato kot vratar v tovarni cementa v kraju Loma Negra v Olavariji, zatem kot skladiščni uradnik. Njegova družina – žena in trije otroci – je prišla za njim v Argentino po posredovanju Rdečega križa leta 1954. Ta leta ločitve so močno vplivala na njegovo literarno delo. Leta 1955 je bil premeščen v centralo tovarne v Buenos Airesu, kjer je delal do upokojitve. Leta 1954 je bil ob ustanovitvi izvoljen za podpredsednika Slovenske kulturne akcije (SKA) in leta 1969 kot voditelj zmernejše struje, ki je takrat prevladala (zaradi česar je prišlo v SKA do razcepa), postal njen predsednik, po koncu mandata 1979 pa častni predsednik.
Tine Debeljak mlajši je bil njegov sin.

## Delo
Z literarnim delom se je začel ukvarjati že kot sedmošolec v Domu in svetu. Bil je med ustanovitelji Križa na gori, škofjeloškega muzeja, sodeloval je pri Škofleloškem pasijonu, bil urednik Doma in sveta (1930–31 in 1938–45), član Pen kluba, Moderne galerije, Odbora za podeljevanje literarnih nagrad itd. Prevajal je iz češčine, poljščine, ruščine, madžarščine in italijanščine. Napisal je na stotine poročil, ocen, esejev, literarnozgodovinskih razprav iz slovenske in sploh vseh slovanskih književnosti. 
V begunstvu je izdal prvo tiskano begunsko knjigo Koledarček slovenskih emigrantov (1946), sodeloval v Svetu in domu, Naši pesmi, Mladi setvi in Ameriški domovini. Bil je prvi kulturni referent Društva Slovencev, predsednik Balantičeve pisateljske družine in tudi urednik njegove zbirke N'mav čez Izaro. Deset let (1969-1979) je bil predsednik slovenske kulturne akcije, urednik Meddobja, številnih knjig, pa tudi izredni profesor na ukrajinski katoliški humanistični fakulteti v Buenos Airesu s slovenskim oddelkom. 
Leta 1949 je izdal prvo leposlovno delo emigrantov v Argentini z naslovom Črna maša za Slovence, ki so bili pobiti. V delu so prikazane grozote vojne in revolucije. Kritiki so jo ocenili kot njegovo najboljše delo. Leta 1951 je izšla pesniška zbirka Poljub, ki je bila predvsem motivno zelo zanimiva. V zbirki Marija, ki je izšla leta 1954, je izražena njegova želja po vrnitvi v domovino. Leto kasneje je izšla zbirka krajših verzov Kyrie Eleison – slovenski veliki teden. Črni Kamnitnik je zbirka proznih črtic, ki je nastala, ko je kot vratar delal v tovarni cementa. Njegovo zadnje delo je oratorij o Frideriku Baragi (1957), ki ga je uglasbil Alojzij Geržinič. Tine Debeljak je samo po letu 1945 napisal več kot tisoč člankov, ki jih je pošiljal tudi na Hrvaško, Slovaško, Poljsko in v Srbijo ...

## Tine Debeljak kot literarni zgodovinar
Njegovo delo zajema področja kritike,  prevodov in literarnozgodovinskih študij v periodiki in književnih izdajah. Debeljakovo literarnozgodovinsko delo je raslo v času vzpona slovenskega ekspresionizma. Med njegovimi prvimi literarnimi ocenami je bila predstavitev pesnika Vojislava Moleta ob izidu pesniške zbirke Tristia ex Siberia (Zora – Luč 1920), kasneje oznaka pesniškega dela  Antona Vodnika (Mentor 1922/23), mladega Ivana Preglja (Križ na gori, 1925) in vrstnika Srečka Kosovela. Tedanje literarno dogajanje, v središče katerega je Tine Debeljak postavil Ivana Preglja, je poimenoval domačijski ekspresivni realizem (DiS 1927), ki se mu je zdel ustrezen pogoj za dobro literaturo. 
Menil je, da razgled po moderni evropski literaturi ne bi smel izriniti temeljne slovenske tradicije v literarni snovi in formi. Izjemno je cenil poezijo Josipa Murna - Aleksandrova in Edvarda Kocbeka.
Do ekspresionizma je bil kritičen. Prepričan je bil, da je potrebno ekspresionizem premagati in književnosti omogočiti stik  duhovnega in realističnega. Model tega ravnotežja je našel v Prešernovi, Kettejevi in Balantičevi poeziji, kar je posebej izrazil v študiji o Balantičevem Vencu sonetnih vencev (DiS 1944).
Debeljakovo delo se je na prelomnici njegovega življenja in dela izoblikovalo v še več drobnih študij o pisateljih iz katoliškega literarnega kroga. Pisal je o Stanku Majcnu, Narteju Velikonji, večkrat o Balantičevi poeziji, ki se ji je še posebej posvetil ob nastajanju pesniške zbirke Muževna steblika (1942) in ob izdaji zbirke V ognju groze plapolam.
V Buenos Airesu je v okviru Slovenske kulturne akcije nadaljeval raziskave Balantičeve poezije (Pesmi 1956) ter kot urednik s študijami opremil vrsto knjižnih izdaj: Velikonje, Stanka Kocipra, Ivana Dolenca, Ivana Hribovška, Franceta Kunstlja, Majcna, Mirka Javornika, Preglja in drugih.
S Francetom Papežem sta pripravila obsežno Antologijo slovenskega zdomskega pesništva (1980), ob kateri je Debeljak pripravil biografske podatke o avtorjih. Tudi prevode je Tine Debeljak pogosto pospremil z opombami in spremnimi študijami (Dante Alighieri, José Hernández, Puškin idr.), še posebej pa je pomembno Debeljakovo delo, ob katerem je, kot nekoč ob Domu in svetu, spodbujal tudi zdomsko ustvarjalnost. Bil je natančen kronist literarnega ustvarjanja v zdomstvu. To potrjujeta študiji Panorama slovenskih leposlovnih ustvarjalcev v emigraciji (Koledar – Zbornik svobodne Slovenije 1955), še bolj pa obsežen pregled tridesetih let zdomske emigracijske književnosti (Zbornik svobodne Slovenije 1973/74).
Njegov pregled zdomske književnosti obsega ustvarjalnost po vseh celinah, kjer živijo razseljeni Slovenci, od Evrope, Amerike, Azije in Avstralije. Gradivo je razporejeno po krajevnem načelu in z bibliografsko natančnostjo, upoštevaje leposlovje, časopisje in druge tiske. Ob predstavitvah pisateljev presoja njihovo delo s spoštljivo previdnostjo, nihajoč med subjektivno prizadetostjo in strokovno utemeljenostjo. To dokazuje na primer Debeljakovo navdušenje nad Javornikovo črtico Potni list, ki jo imenuje »morda najmočnejšo literarno stvaritev emigracije«; posebej se Debeljak navdušuje tudi nad Mauserjevim romanom Ljudje pod bičem in Spomini svetovnega popotnika Andreja Kobala; presoja, kdo sodi v zdomsko književnost ter v krog priteguje tudi pisatelje, ki jih usoda sicer ni povezala s povojnimi begunci, a so kasneje svoje delo povezali z zdomskimi publikacijami.
Med Debeljakovimi novejšimi študijami predstavlja posebno mesto predstavitev poezije Karla Mauserja ob izdaji zbirke Zemlja sem in večnost, ki jo je Tine Debeljak pripravil ob prvi obletnici pesnikove smrti 1978. Občutenost in sugestivnost tega prikaza je zanimiva zato, ker jo opredeljuje prijateljstvo in skupna usoda; študija vsebuje detajle iz biografije in umešča Mauserjevo poezijo v slovensko književnost.
Literarnozgodovinsko, uredniško in kritično delo Tineta Debeljaka obsega po delni bibliografiji, ki je bila sestavljena 1968, čez 50 knjižnih izdaj. Njegovo delo je torej izredno obsežno. Ob dejstvu, da je nastajalo v drugi polovici njegovega življenja v izrednih okoliščinah, vzbuja še večje spoštovanje.

## Izbrana bibliografija
- Turjaški labod: naše balade, romance in legende, 2025
- Poljub. Ljubljana: Karantanija, 1993. (COBISS)
- Velika črna maša za pobite Slovence. Ljubljana: SZS Karantanija, 1990. (COBISS)
- Odkrite stopinje v blatu. Nova revija, št. 85/86, 1989. 605–611. (COBISS)
- Mirko Javornik pisatelj: za sedemdesetletnico ob izidu knjige Pero in čas 2. Buenos Aires, 1981. (COBISS)
- Duh medvojne književnosti. Ljubljana: Ljudska tiskarna, 1944. (COBISS)
- Ivan Pregelj: Mlada Breda. Ljubljana: Konzorcij Slovenca, 1943. (COBISS)
- Dr. Ivan Grafenauer. Ljubljana, 1941. (COBISS)
- Imre Madach: Tragedija človeka. Avtor spremnega besedila: Tine Debeljak. Ljubljana: Založba ljudskih iger, 1940. (COBISS)
- Reymontovi Kmetje v luči književne kritike. Ljubljana, 1936. (COBISS)

## Prevodi
- Zofia Kossak: Križarska vojska. Ljubljana: Jugoslovanska knjigarna, 1941. (COBISS)
- Julius Słowacki: Oče okuženih. Ljubljana, 1939. (COBISS)
- Karel Jaromir: Zaklad. Ljubljana, 1939.

## O njem
- Predavanje o dr. Tinetu Debeljaku Arhivirano 2012-04-26 na Wayback Machine.
- Družina - Črni kamnitnik Loma negra
- Dr. Tine Debeljak Arhivirano 2009-02-20 na Wayback Machine.
- Blog o dr. Tinetu Debeljaku.
- Drago Bajt, Tine Debeljak, prevajalec ruske romantične poezije (separat, 2003/04)